# Prachya Pinkaew
Prachya Pinkaew (tailandès ปรัชญา ปิ่นแก้ว; Pratya Pinkaeo ;nascut el 2 de setembre de 1962) és un director de cinema, productor de cinema i guionista tailandès. Les seves pel·lícules més conegudes són Ong-Bak: Muay Thai Warrior i Tom yum goong - El drac de Tailàndia, ambdues pel·lícules d'arts marcials protagonitzades per Tony Jaa.

## Biografia
Prachya es va graduar a la Nakhon Ratchasima Technology College a la província de Nakhon Ratchasima, Tailàndia, el 1985, especialitzant-se en arquitectura. Va començar la seva carrera l'any 1990, treballant com a director d'art i més tard com a director creatiu a Packshot Entertainment, una empresa de publicitat. Va dirigir vídeos musicals i va guanyar diversos premis al millor vídeo musical als premis Golden Television de Tailàndia.
El seu primer llargmetratge es va fer l'any 1992 i es va anomenar Les sabates màgiques. Va ser seguit el 1995 per Dark Side Romance, un thriller romàntic kàrmic.
El 1998, Open Maker Head i BaaRamEwe 1999 es concentraven a produir pel·lícules, com ara la pel·lícula de vampirs Body Jumper, la comèdia d'acció Heaven's Seven, la pel·lícula de terror  999-9999, el musical Hoedown Showdown, la comèdia obertament sexual Sayew i el drama artístic  Fals.
Amb la seva pròpia casa de producció Baa-Ram-Ewe, el seu nom apareix en moltes pel·lícules produïdes per a Sahamongkol Film International.
El 2003 va ocupar la direcció de Ong-Bak: Muay Thai Warrior, protagonitzada per Tony Jaa, que es va convertir en una sensació mundial i va ser la pel·lícula tailandesa més taquillera de la temporada. També va dirigir el següent llargmetratge protagonista de Tony Jaa, Tom yum goong - El drac de Tailàndia.
Els seus propers projectes foren Chocolate, sobre una jove artista marcial autista que busca venjança, i Power Kids, sobre quatre joves artistes marcials que lluiten contra els terroristes que han pres un hospital. Daab Atamas (Espasa), protagonitzada per Tony Jaa, va ser cancel·lada. Va produir Ong Bak 2, amb la direcció de Jaa, estrenada el 2008.
Com a president de l'Associació de Directors de Cinema de Tailàndia, Prachya Pinkaew ha estat actiu durant l'any 2007 fent pressions contra la proposta de legislació que posaria en marxa un sistema de classificació de pel·lícules]. El sistema substituiria el Codi de censura de 1930, però conservaria la capacitat de la Junta de Censors de tallar o prohibir pel·lícules.
Després de la repressió violenta a les protestes de 2010, va produir un vídeo musical d'estrelles amb el missatge "Que torni la nostra felicitat" que es mostra al canal. Bangkok Skytrain.
El 2011 va dirigir la pel·lícula d'acció Elephant White protagonitzada per Djimon Hounsou i Kevin Bacon, produïda per Nu Image i Millennium Films. Filmada i ambientada íntegrament a Bangkok, la pel·lícula explica la història d'un mercenari (Hounsou) a Tailàndia que és compromès per una noia de 14 anys que li dona un nou sentit a la seva vida. Bacon interpreta el vell amic del mercenari que aquesta vegada pot estar al seu costat o no. La pel·lícula va ser el debut en anglès/Hollywood de Pinkaew i es va estrenar a principis de 2011.
El 2011 també va dirigir la coproducció tailandesa-coreana The Kick amb estrelles d'ambdós mercats. La pel·lícula no va poder recuperar el seu pressupost.
El 2013 va dirigir Tom Yum Goong 2, la seqüela de la seva anterior pel·lícula d'arts marcials amb Tony Jaa repetint el seu paper.

## Filmografia

### Director
- The Magic Shoes (Rawng tah laep plaep) (1992)
- Dark Side Romance (Goet iik thii tawng mii theu) (1995)
- Ong-Bak: Muay Thai Warrior (2003)
- Tom yum goong - El drac de Tailàndia (2005)
- Chocolate (2008)
- Elephant White (2011)
- The Kick (2011)[4]
- Tom Yum Goong 2 (2013)[5]
- Look Thung Signature (2016)
- Sisters (2019)

### Productor
- Pop Weed Sayong (Body Jumper) (2001)
- 999-9999 (2002)
- Hoedown Showdown (2002)
- 7 pra-jan-barn (Heaven's Seven) (2002)
- Sayew (2003)
- The Unborn (2003)
- Fake (2003)
- Ong-Bak: Muay Thai Warrior (2003)
- Pisaj (2004)
- Born to Fight (Kerd ma lui) (2004)
- Cherm (Midnight My Love (2005)
- Tom yum goong - El drac de Tailàndia (2005)
- Mercury Man (2006)
- Dynamite Warrior (2007)
- The Sperm (2007)
- Sick Nurses (2007)
- Opapatika (2007)
- The Love of Siam (2007)
- Ong Bak 2 (2008)
- Chocolate (2008)
- Power Kids (2009)

### Guionista
- Ong-Bak: Muay Thai Warrior (2003)
- Tom yum goong - El drac de Tailàndia (2005)